# Prealpes del Delfinado
Los Prealpes del Delfinado (en francés, Préalpes du Dauphiné) son una sección del gran sector Alpes del sudoeste, según la clasificación SOIUSA. Su pico más alto es Grande Tête de l'Obiou, con 2.790 m s. n. m.

## Ubicación
Esta sección alpina limita al este con los Alpes del Delfinado de los que la separa el Colle Bayard, al sur con los Alpes y Prealpes de Provenza, al noreste con los Prealpes de Saboya y al oeste y noroeste con la llanura del Ródano.

## Clasificación
Según la Partición de los Alpes del año 1926 los Prealpes del Delfinado abarcaban un área más extensa que en la actual de la SOIUSA del 2005. En particular, el macizo del Luberon antes considerado dentro de los Prealpes del Delfinado se considera ahora incluido en los Alpes y Prealpes de Provenza.

## Subdivisión
Se subdividen, según la SOIUSA en cinco subsecciones y nueve supergrupos:
- Prealpes del Devoluy
  - Pic de Bure-Bec de l'Aigle
  - Grande Tête de l'Obiou-Roc de Garnesier
- Prealpes occidentales de Gap
  - Céüse-Aujour
- Prealpes del Vercors
  - Grand Veymont-Lans-Charande
  - Serre du Montué-Roc de Toulau-Sausse-Epenet
- Prealpes del Diois
  - Toussière-Duffre-Servelle
  - Angèle-Vayou-Mélandre
- Prealpes de las Baronnies
  - Arsuc-Clavelière-Vanige
  - Chabre-Chamouse-Banne

## Montañas
Las montañas más importantes de los Prealpes del Delfinado son:
- Grande Tête de l'Obiou - 2.790 m
- Grand Ferrand - 2.759 m
- Pic de Bure - 2.709 m
- Grand Veymont - 2.346 m
- Jocou - 2.051 m

## Puertos de montaña
Los pasos principales que afectan a los Prealpes del Delfinado son:
- Colle della Croix Haute - 1.167 m
- Colle Bayard - 1.246 m